# 大岩岳
大岩岳（おおいわがだけ、おおいわだけ）は、兵庫県神戸市北区と三田市、宝塚市の境にある標高384 mの山。

## 登山
JR西日本福知山線の道場駅を起点・終点とする約10 kmの登山ルートが一般的。途中に千刈池、千刈ダムがあり、山頂からは北に羽束山と大船山、西に有馬富士が望める。
- 道場駅 - 千苅浄水場 - 東山橋 - 千苅貯水池前 - 貯水池左岸道 - 大岩岳登山口 - 大岩岳山頂 - ザレ場 - 東山橋 - 道場駅[2]